# Lumatie
Lumatia «este un concept filosofic desemnând o componentă a materiei profunde, componentă care, cu informateria, formează un „binom“ al nașterii universurilor, o "matrice a lumii"» (Ion Pachia Tatomirescu, Dicționar estetico-literar, lingvistic, religios, de teoria comunicației..., Timișoara, Editura Aethicus, 2003, p. 221).
Lumatia – după cum ne încredințează filosoful valah-contemporan, Mihai Drăgănescu – intră în sinonimie parțială cu termenul de materie în accepțiunea lui Aristotel, «cu deosebirea că forma pe care ea o poate lua depinde de cuplajul cu informateria»; «lumatia este materie profundă nestructurată, care nu se poate structura de la sine, ci numai de către informaterie; lumatia reprezintă o materie suport cu caracter energetic care ar rămâne în nemișcare și echilibru total dacă nu ar interveni al doilea principiu, informateria; lumatia și informateria constituie matricea fundamentală a lumii; lumatia informată prin cuplajul cu informateria ia forma materiei unui univers.» (Mihai Drăgănescu, Inelul lumii materiale, București, Editura Științifică și Enciclopedică, 1989, p. 240). 